# L’Hôpital

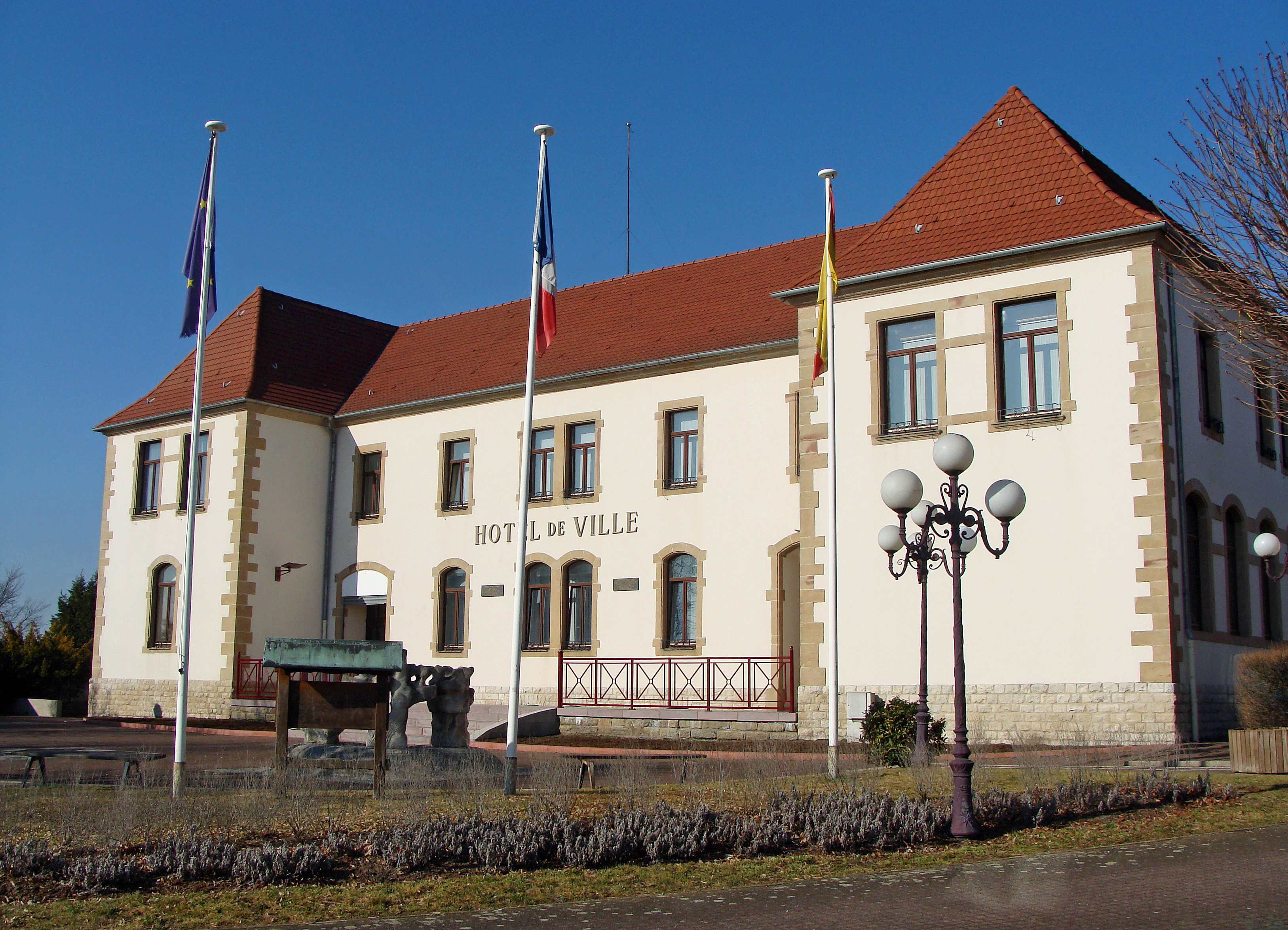
Rathaus (Hôtel de ville)

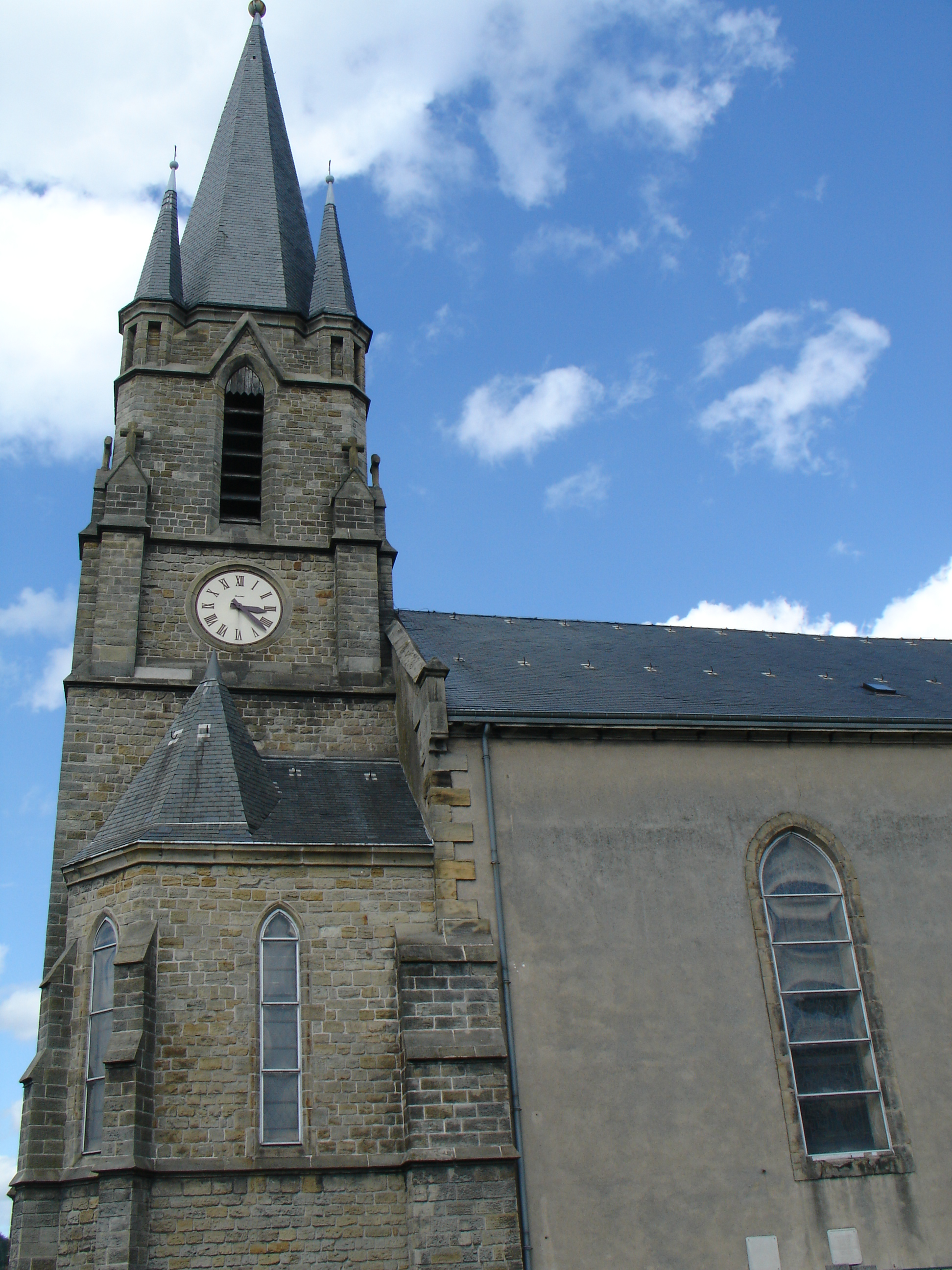
Kirche St. Nikolaus

L’Hôpital (deutsch Spittel) ist eine französische Gemeinde mit 5179 Einwohnern (Stand 1. Januar 2022) im Département Moselle in der Region Grand Est (bis 2015 Lothringen).

## Geographie
Die Gemeinde liegt in Lothringen, 53 Kilometer ostnordöstlich von Metz, 21 Kilometer südwestlich von Forbach und sieben Kilometer nördlich von Saint-Avold (Sankt Avold) entfernt, unmittelbar an der Grenze zum Saarland, knapp 20 Kilometer westlich von Saarbrücken, inmitten des grenzübergreifenden Waldgebietes des Warndt. Die nächsten größeren Städte sind Saint-Avold und Forbach in Lothringen sowie Völklingen und Saarlouis im Saarland.

## Geschichte
Dr Ort wurde in älteren Urkunden erwähnt als Spietall in dem Warndt (1365), De Hospitali (1400), Zumspittel (1592), Zum Spital (1594), Lhospital (1595), Spittel (1683), Zum Spittel (17. Jh.), Spiedel, Spidal, L'hospital (1756) und Spiedal (1779 sowie 1802). Der Ort liegt an der alten Römerstraße Metz – Worms – Mainz. 1856 wurden im Stadtteil Aspenhübel (heute Bois-Richard) römische Fundstücke entdeckt. 1980 wurden römische Münzen und Tonscherben im Stadtteil Ziegelstücker gefunden.
Die Ortschaft Spittel entstand um 1200 an der Quelle des Baches Merle, der nach wenigen Kilometern in Merlebach in die Rossel mündet. Der Ortsname soll auf ein Hospital des Klosters Villers-Bettnach zurückgehen, das die Grafen von Saarbrücken im Warndt erbauen ließen. Die Ortschaft, die früher zum Heiligen Römischen Reich gehörte, wurde 1365 als Spittel im Warendtwald erwähnt. Im Jahr 1595 war das Kloster Sankt Avold hier begütert, und das Dorf war zwischen dem Herzogtum Lothringen und der Grafschaft Nassau-Saarbrücken aufgeteilt. Der französisierte Name des Ortes wurde erstmals 1595 verwendet.
Im Dreißigjährigen Krieg wurde der Ort praktisch ausgelöscht. 1766 wurde der Teil von Nassau-Saarbrücken an das Königreich Frankreich abgetreten. Durch einen Nachtragsvertrag vom 1. April 1768 wurde darüber hinaus der Ortsteil Karlingen von Nassau-Saarbrücken an Frankreich abgetreten.
Bis März 1894 hatte Karlingen als Ortsteil zu Spittel gehört; durch eine Verordnung für Lothringen des Bezirkspräsidenten in Metz wurde dieser Ortsteil ab dem 1. April 1894 zur selbständigen Gemeinde erhoben.
Durch den Frankfurter Frieden vom 10. Mai 1871 kam das Gebiet an das deutsche Reichsland Elsaß-Lothringen, und das Dorf wurde dem Kreis Forbach im Bezirk Lothringen zugeordnet. Auf der Gemarkung waren zwei Steinkohlenbergwerke.
Nach dem Ersten Weltkrieg musste die Region aufgrund der Bestimmungen des Versailler Vertrags 1919 an Frankreich abgetreten werden. Im Zweiten Weltkrieg war die Region von der deutschen Wehrmacht besetzt und stand bis 1944 im Landkreis Sankt Avold, CdZ-Gebiet Lothringen, Gau Westmark, unter deutscher Verwaltung. Der Ort wurde am 6. Dezember 1944 von westalliierten Streitkräften eingenommen und durch Kampfhandlungen stark in Mitleidenschaft gezogen.

### Bevölkerungsentwicklung
| Jahr      | 1962 | 1968 | 1975 | 1982 | 1990 | 1999 | 2007 | 2019 |
| Einwohner | 5922 | 7181 | 6395 | 6567 | 6385 | 5990 | 5518 | 5229 |

## Wappen
Im gevierten Wappen der Stadt finden sich auf Feld 1 und 4 die Wappen der ehemaligen Besitzer: die Herzöge von Lothringen und die Grafen von Nassau-Saarbrücken. Die Kirche im Feld 2 symbolisiert die Entstehung des Ortes (die Kirche entstand an der Stelle des ehemaligen Spitals, das dem Ort seinen Namen gab). Der alte Förderturm auf Feld 3 steht für die lange Bergbautradition der Stadt.

## Persönlichkeiten
- General Michel Ordener (1755–1811), Held von Austerlitz, ist in L’Hôpital geboren.
- Pastor Albert Schweitzer (1875–1965), dessen Orgel in der evangelischen Kirche von L’Hôpital steht.

## Partnerschaften
- Überherrn im Saarland (seit 1968)
- Camaiore in Italien (seit 2000)

Ortsbilder
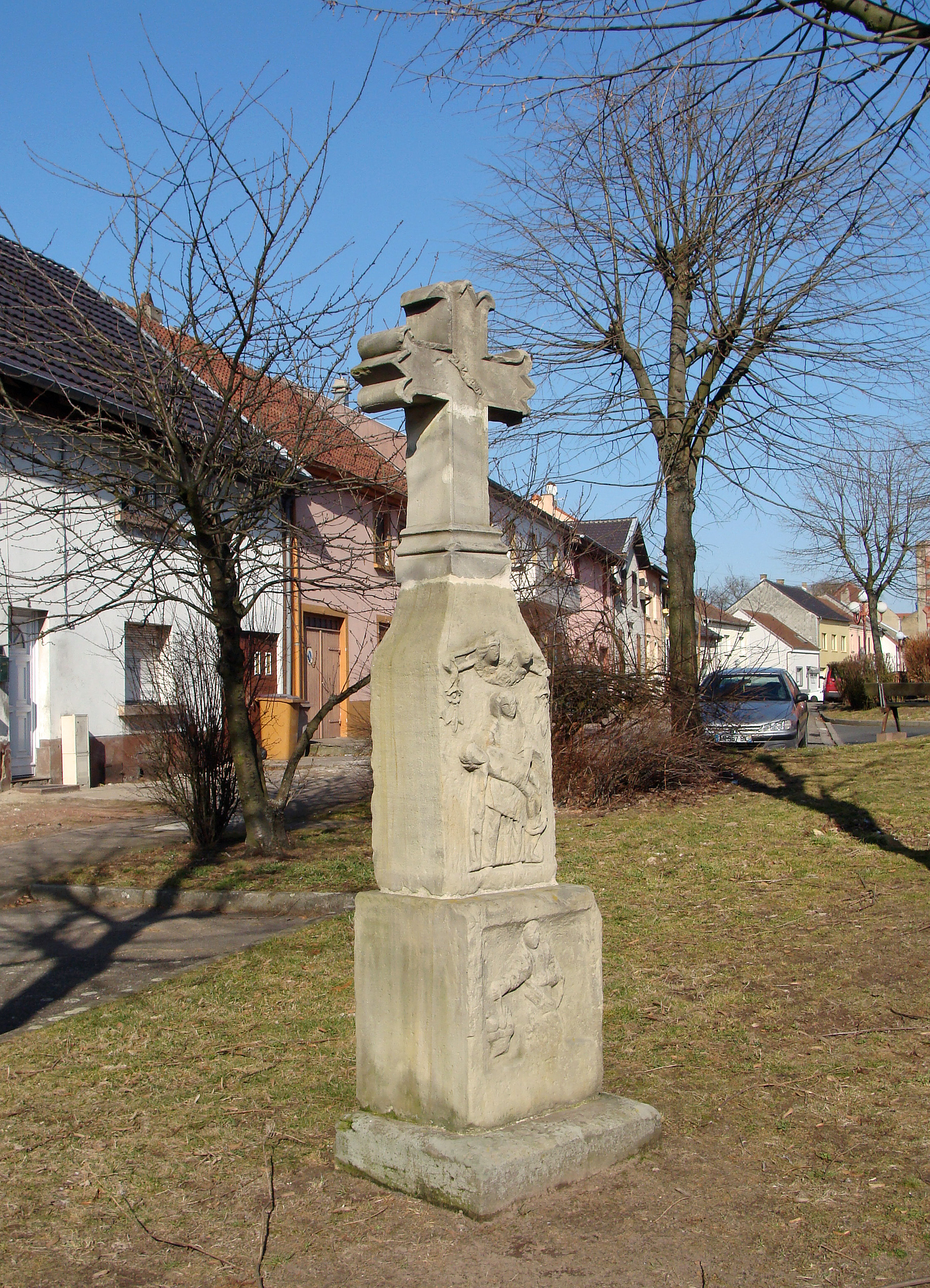
Bildstock
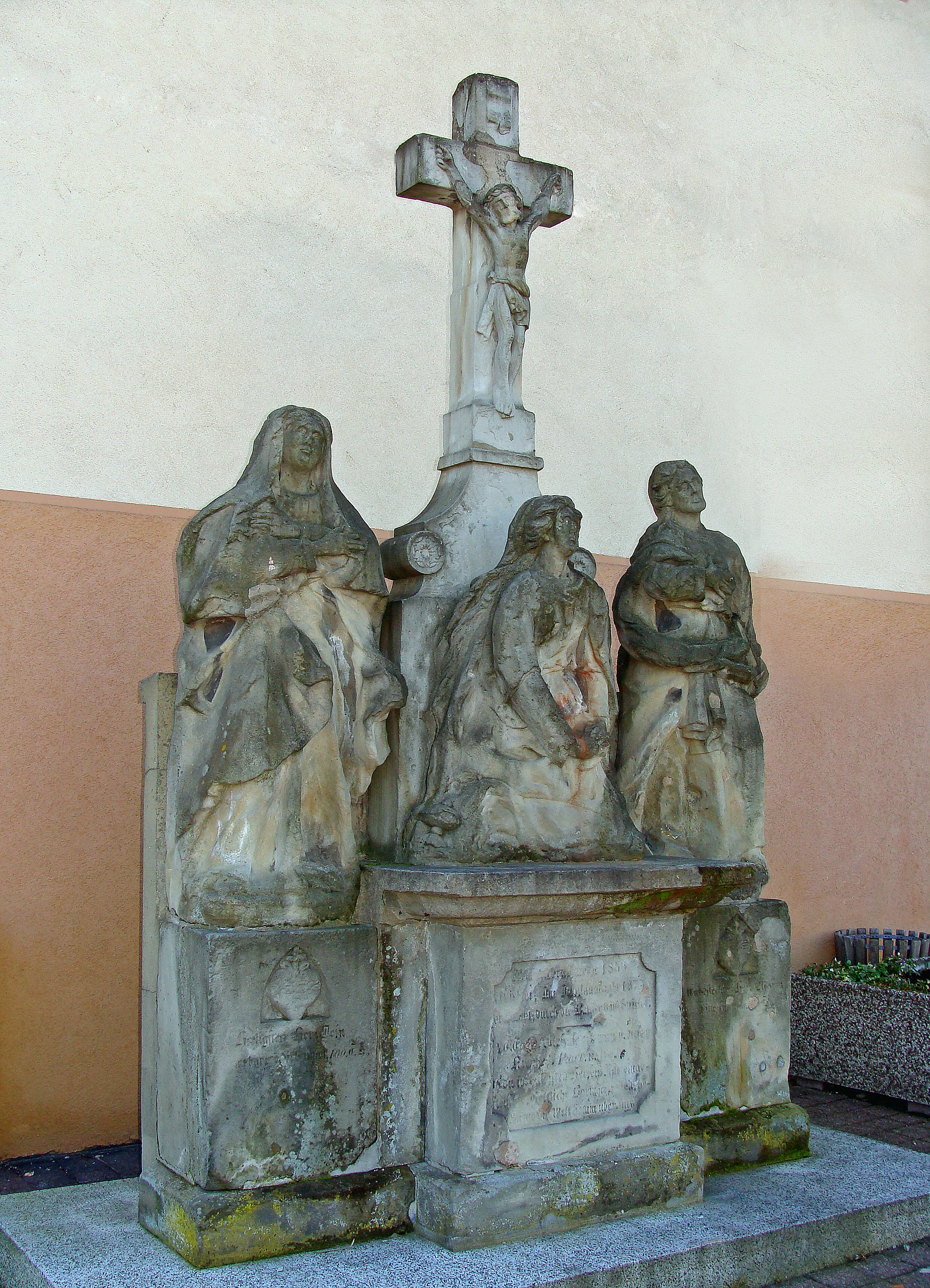
Bildstock am Marktplatz
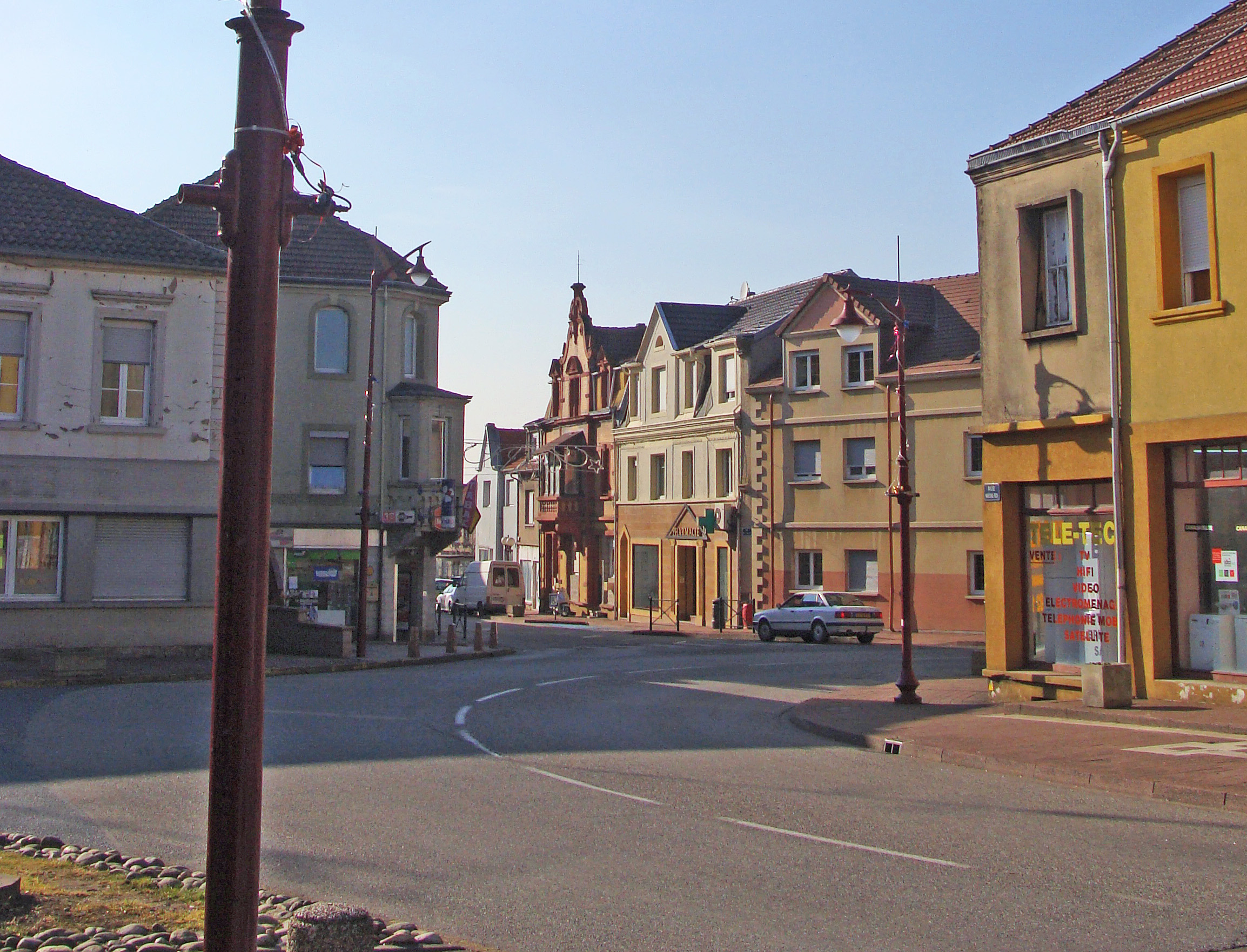
Alexandre-Lofi-Platz
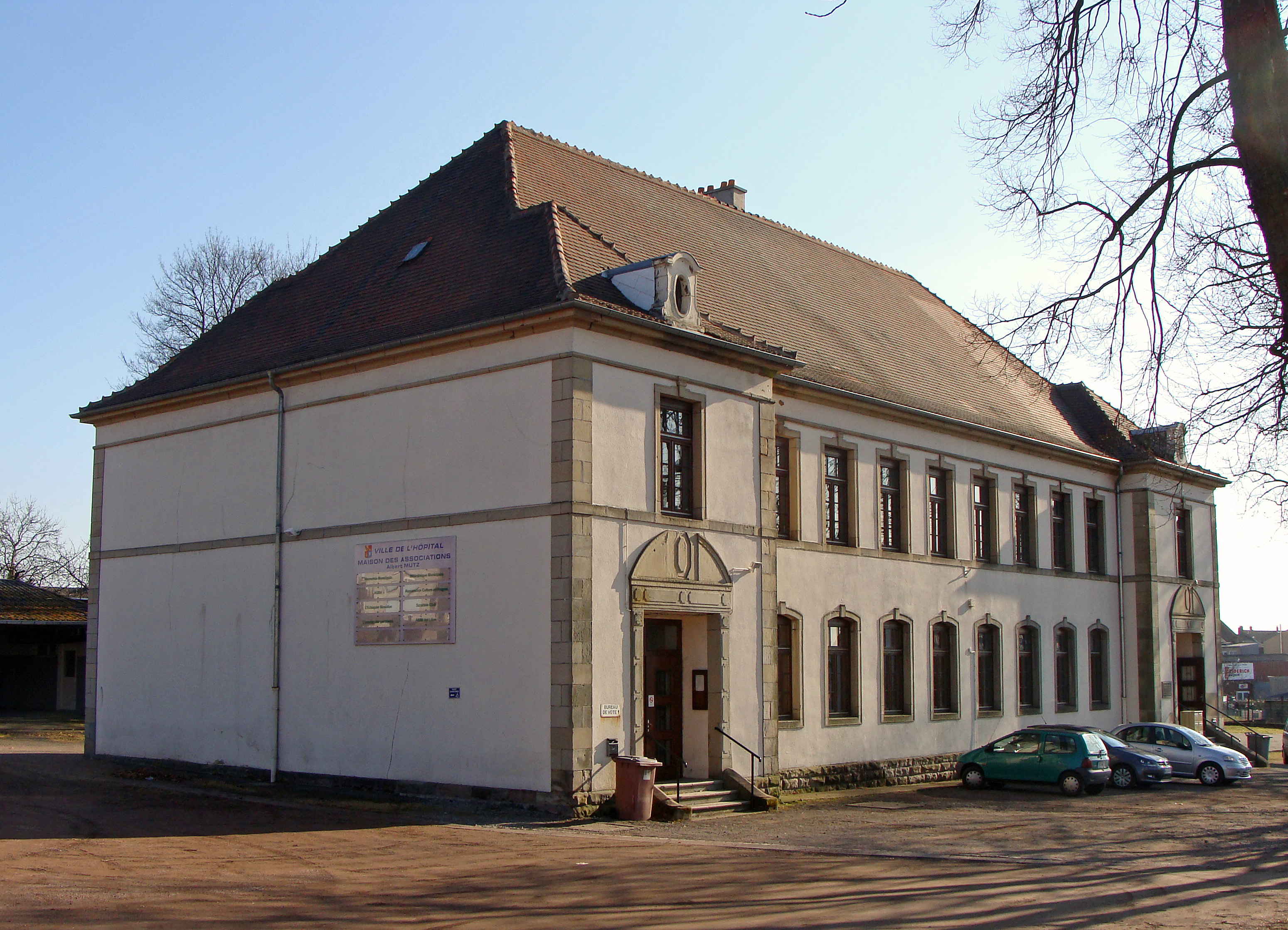
Haus Albert-Mutz
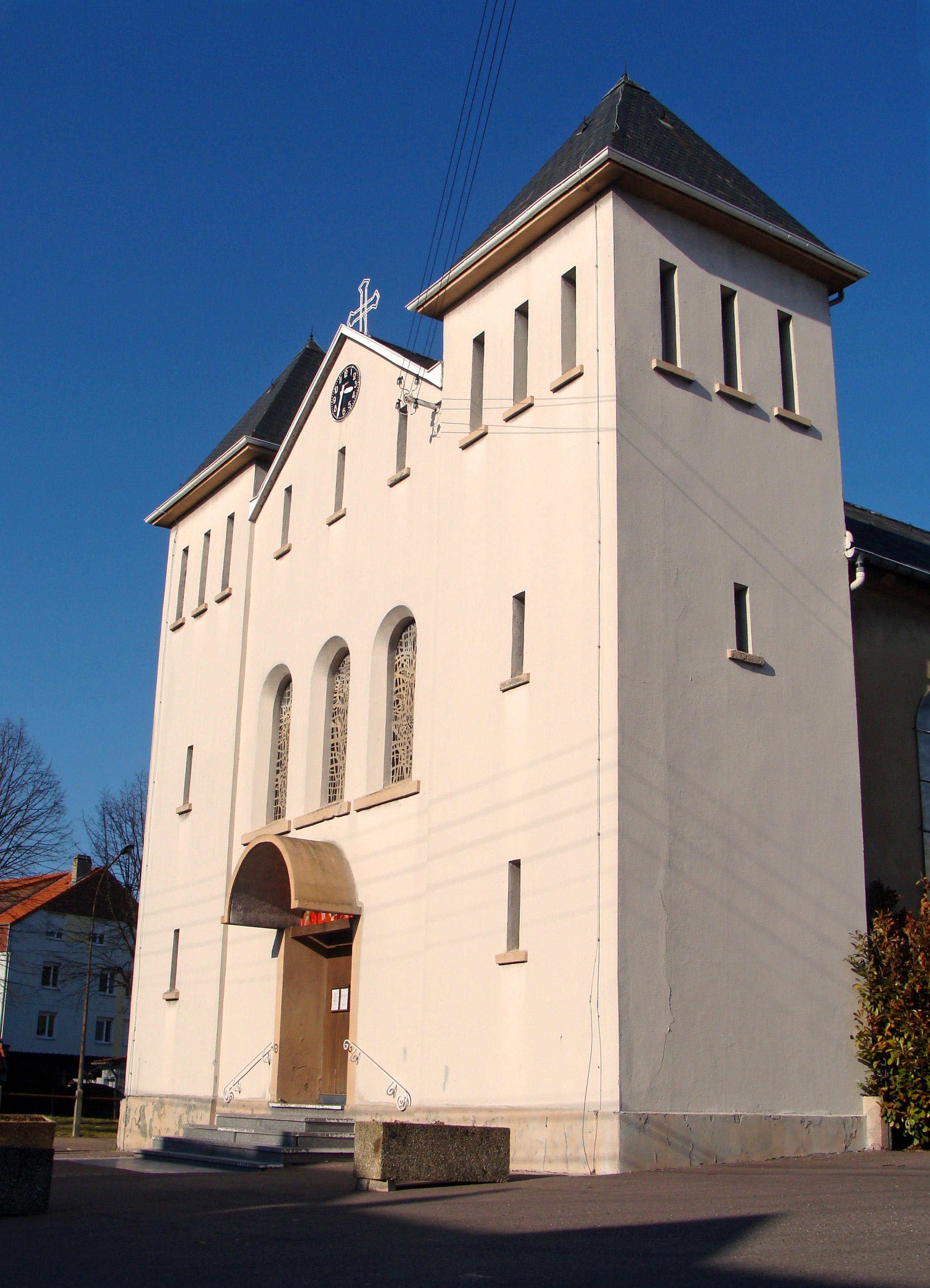
Kirche von Bois-Richard
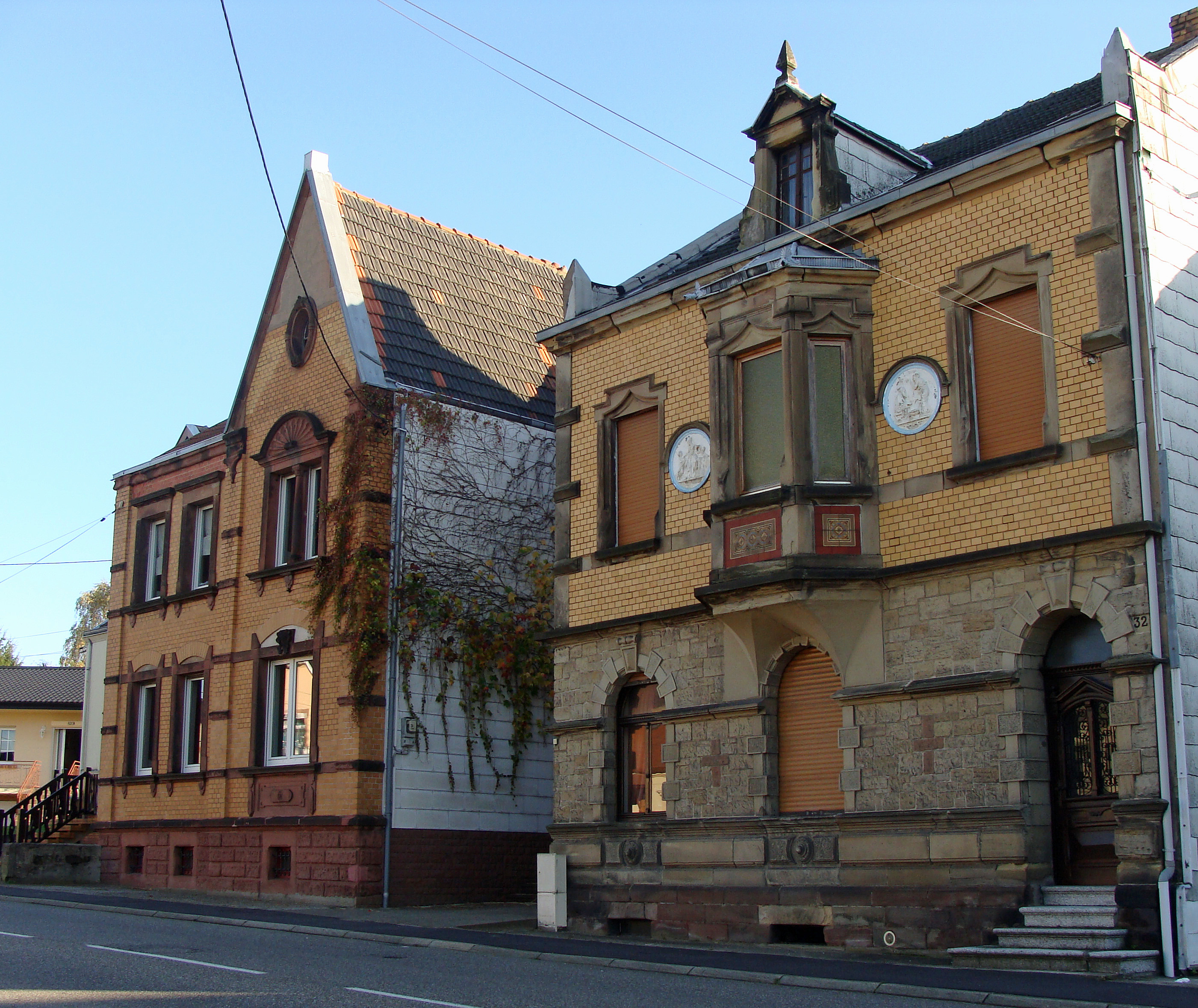
Altes Haus, Karlingerstraße
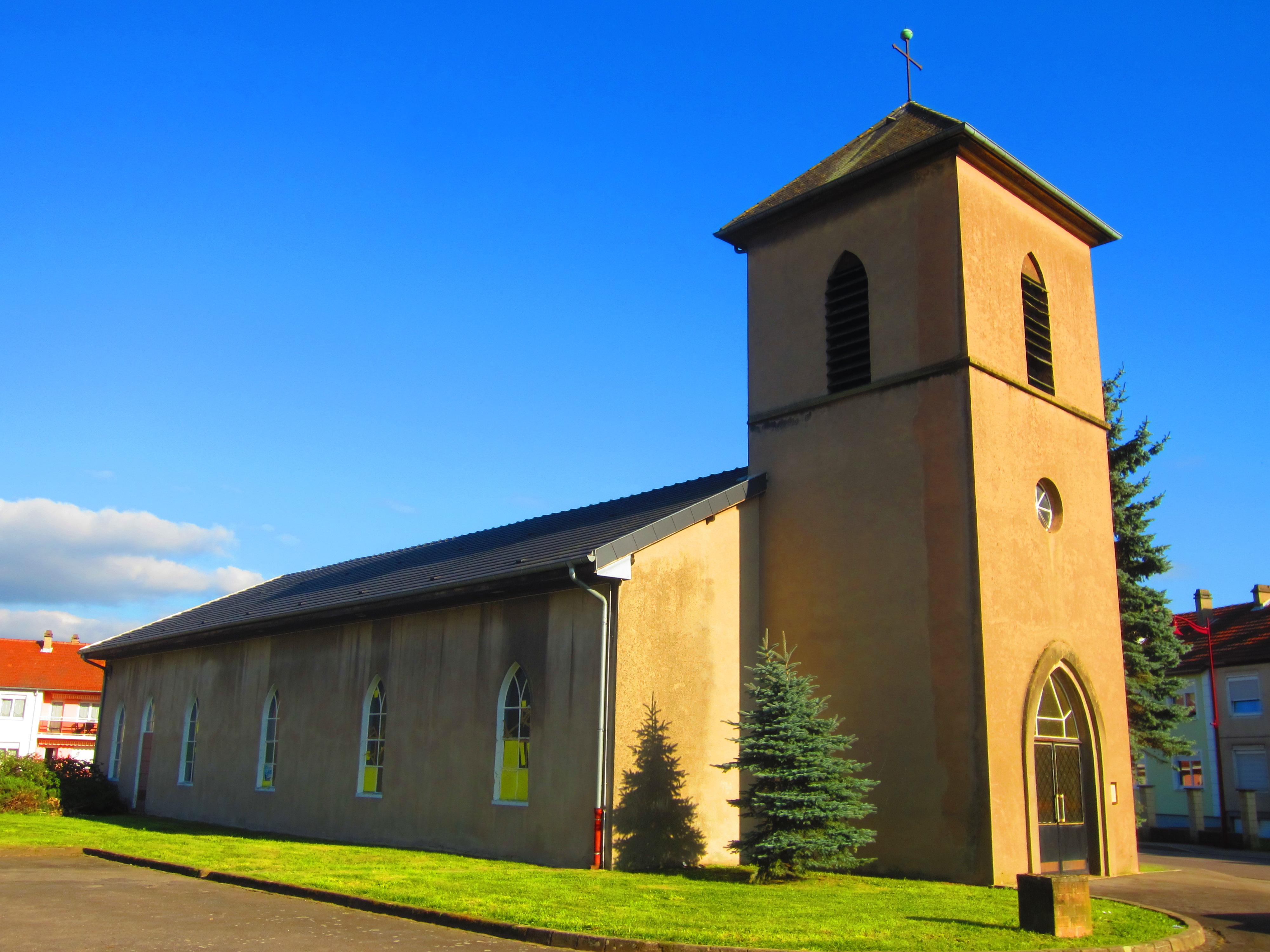
Kirche cité Colline
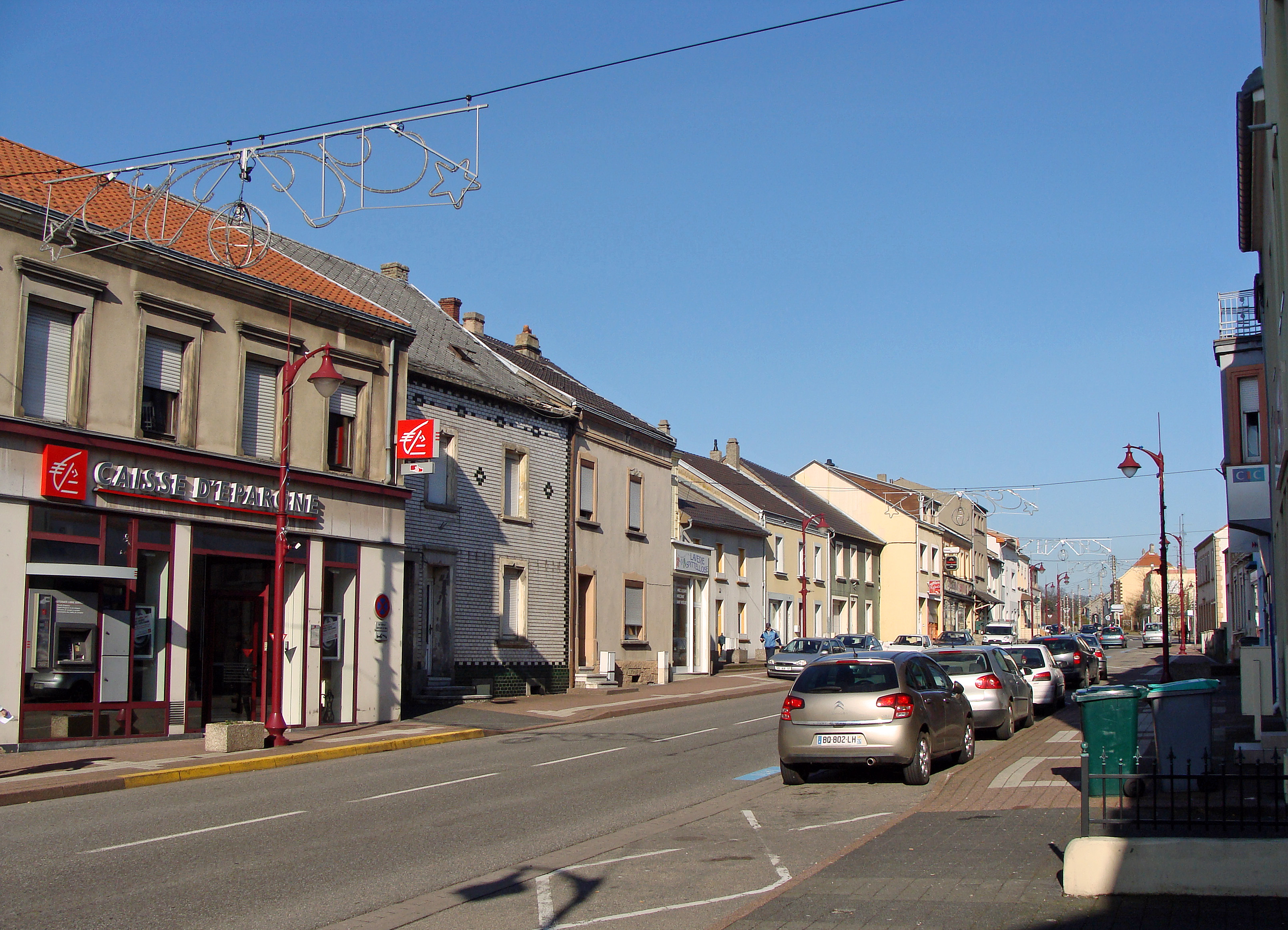
Häuserzeile, Marschall-Foch-Straße (rue Maréchal Foch)
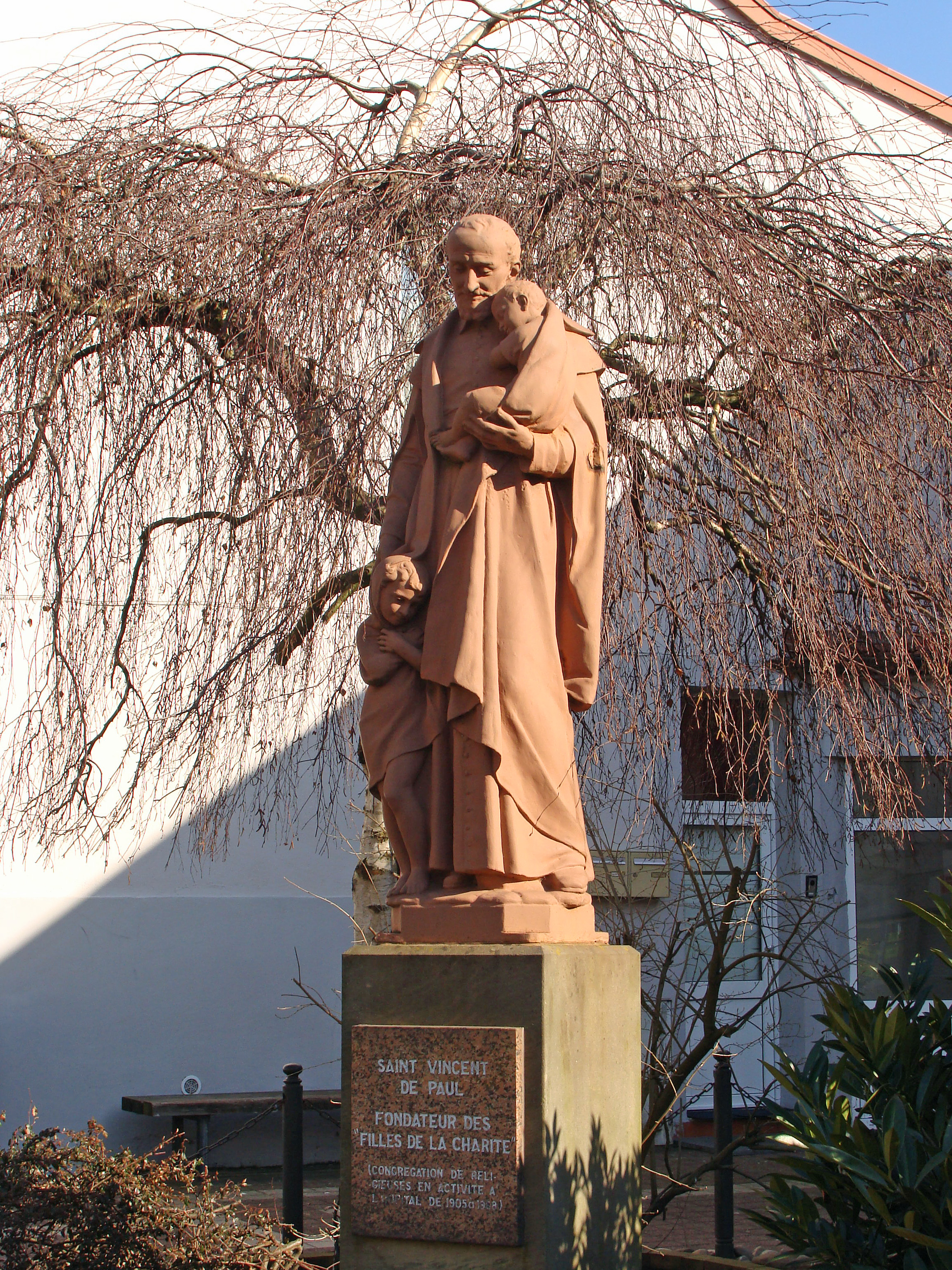
Statue des heiligen Vinzenz von Paul auf dem Glockenplatz
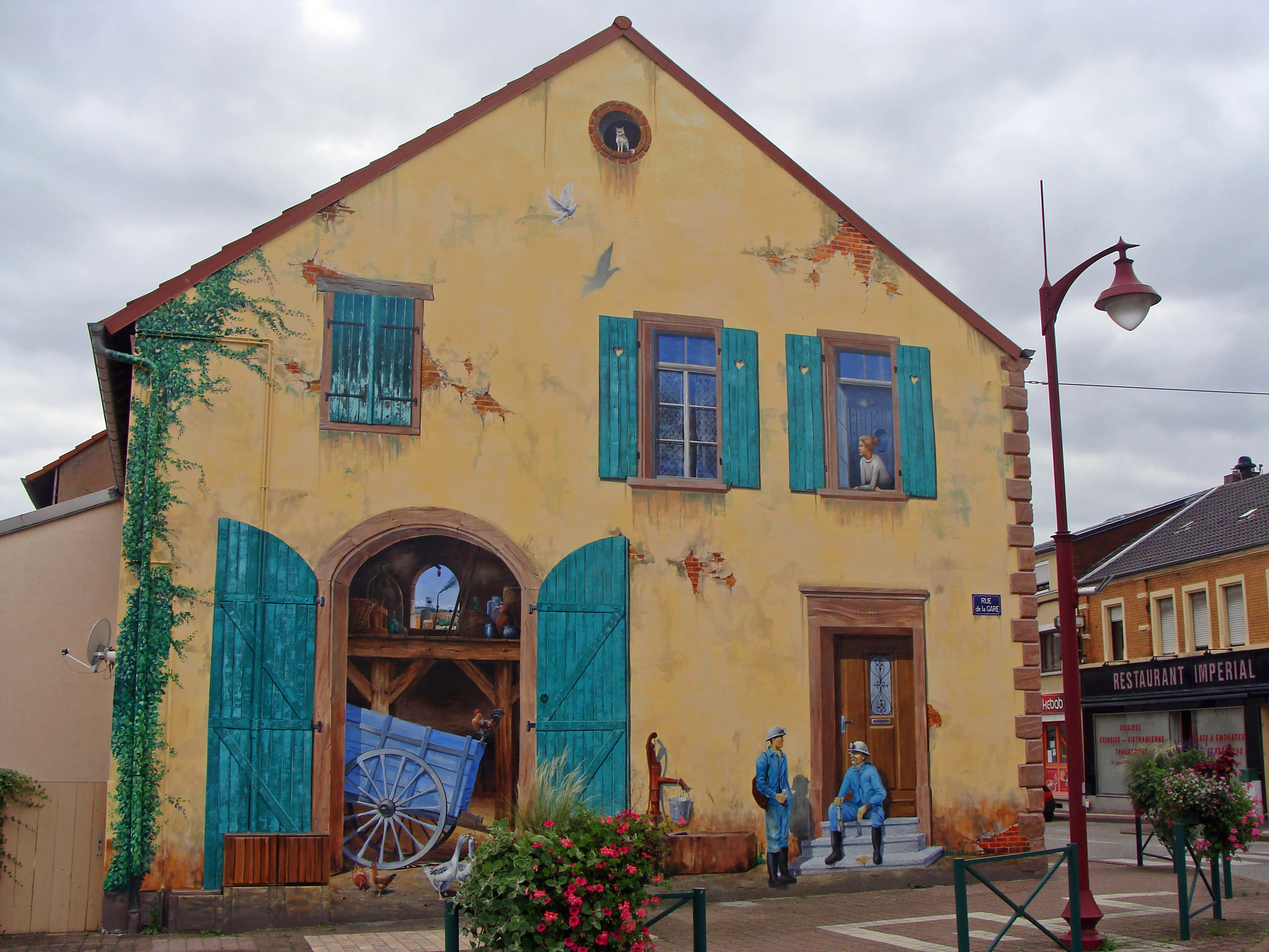
Wandmalerei am Marktplatz von Éric Haven
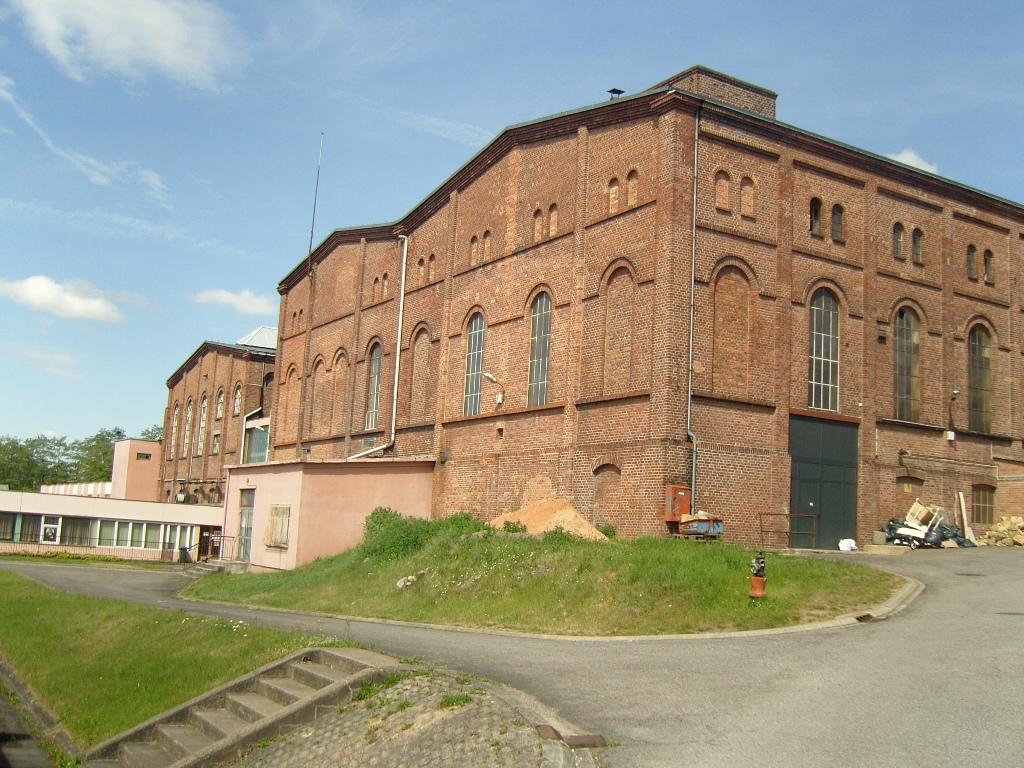
Schacht 2, Bahnhofstraße